# Отец прайда
«Отец прайда» (англ. Father of the Pride) — американский анимационный телесериал. Первую серию мультфильма показали 31 августа 2004 года на канале NBC. Несмотря на мощную рекламную кампанию, сериал не сыскал большого успеха и был отменён после окончания первого сезона.

## Сюжет
Сюжет мультсериала вращается вокруг семьи белых львов, живущих в зоопарке Лас-Вегаса. Отец Ларри и тесть Сармоти — звёзды шоу Зигфрида и Роя.

## Герои

### Главные герои
| Герой   | Озвучил          | Профиль |
| ------- | ---------------- | --- |
| Ларри   | Джон Гудман      | Белый лев, средних лет, с избыточной массой тела. В результате странного стечения обстоятельств стал звездой шоу Зигфрида и Роя. Как правило говорит раньше, чем думает.                                                                               |
| Кейт    | Шерил Хайнс      | Кейт — дочь Сармоти и жена Ларри. Известна, благодаря связи с Сармоти и Ларри. |
| Сармоти | Карл Райнер      | Отец Кейт, не любит Ларри и считал, что он не лучший выбор для Кейт. Ранее был звездой шоу Зигфрида и Роя. Его кличка, Сармоти (SARMOTI) — аббревиатура от «Зигфрид и Рой, Мастера невозможного»(англ. «Siegfried And Roy, Masters Of The Impossible». |
| Снэк    | Орландо Джонс    | Суслик, лучший друг Ларри. Подлый, постоянно приносит неприятности всем обитателям парка. |
| Сьерра  | Даниэль Харрис   | Дочь Ларри подросткового возраста, бунтарка. |
| Хантер  | Дэрил Сабара     | Девятилетний сын Ларри. Он постоянно носит пластиковый воротник и является изгоем. Хантер является фанатом «Властелина Колец». Он — наиболее редкоиспользуемый герой сериала.                                                                          |
| Рой     | Дэвид Херман     | Дрессировщик животных. Один из главных актёров шоу Зигфрида и Роя |
| Зигфрид | Джулиан Холлоуэй | Зигфрид более магически настроенных на дуэт и постоянно спорит с Роем. |